# Otto Zacharias

Otto Zacharias

Otto Zacharias (* 27. Januar 1846 in Leipzig; † 2. Oktober 1916 in Kiel; vollständiger Name Emil Otto Zacharias) war ein deutscher Zoologe, Planktonforscher und Journalist.

## Leben
Otto Zacharias studierte in Leipzig unter anderem Mathematik, Philosophie und Zoologie. Er promovierte 1869 zum Dr. Phil. mit der Dissertation Über einige metaphysische Differenzen zwischen Herbart und Kant. Anschließend wirkte er als Privatgelehrter in Italien. Viele Jahre arbeitete er als Journalist, wobei er sich vorwiegend der populärwissenschaftlichen Vermittlung komplexer Themen der Biologie widmete. Hierfür korrespondierte er über lange Zeit mit führenden Wissenschaftlern und Schriftstellern in Preußen sowie im europäischen und außereuropäischen Ausland. Unter ihnen: Ernst Haeckel, Charles Darwin, Rudolf Virchow, Joseph Kürschner und Wilhelm Bölsche. Am 1. April 1892 konnte Zacharias mit finanzieller Unterstützung der preußischen Regierung und mehrerer Privatleute am Großen Plöner See die erste „Biologische Station“ für Süßwasserforschung auf deutschem Boden als privates Forschungsinstitut eröffnen. Vorbild hierfür war die 1870 von Felix Anton Dohrn gegründete und zur damaligen Zeit bereits überaus anerkannte Zoologische Station Neapel. Heutzutage wird das Gebäude in der Eutiner Straße 4 als Restaurant und vom Plöner Seglerverein genutzt.

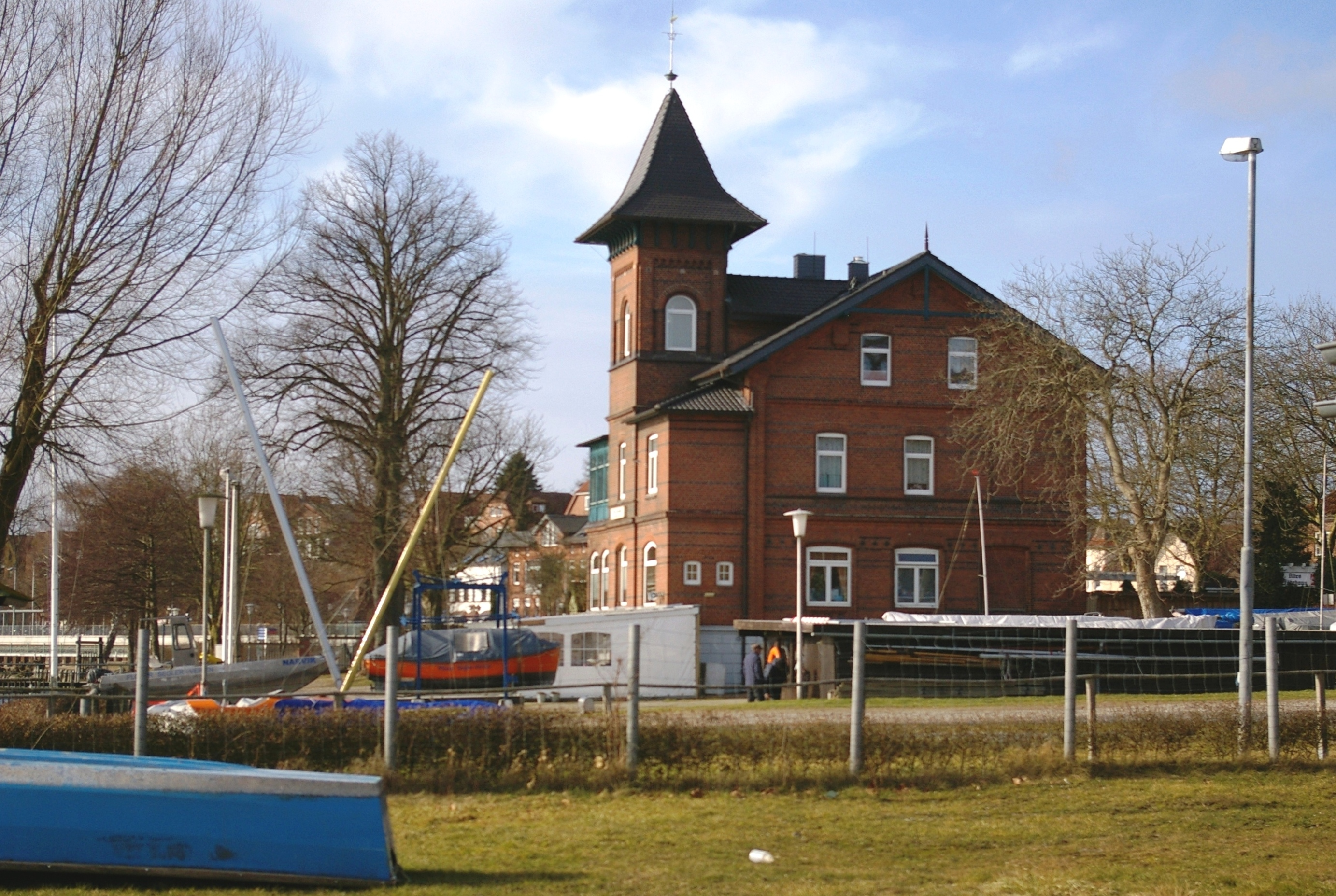
„Altes Fährhaus“ am Großen Plöner See

Als Direktor gab Zacharias ab 1893 die Forschungsberichte aus der biologischen Station zu Plön heraus. Er setzte die Zeitschrift 1905 in vierteljährlicher Folge als Archiv für Hydrobiologie und Planktonkunde fort, welches für Süßwasserkunde führend wurde. In so genannten „Ferienkursen“ schulte Zacharias Lehrer und interessierte Laien in der Arbeit mit dem Mikroskop.
Die Station wurde später von der Kaiser-Wilhelm-Gesellschaft zur Förderung der Wissenschaften übernommen und von August Thienemann geleitet. Nicht mehr im historischen Gebäude, wohl aber in Plön blieb die Nachfolgeinstitution, das Max-Planck-Institut für Limnologie. Jenes Institut wurde im April 2007 vom Max-Planck-Institut für Evolutionsbiologie abgelöst. Dessen drei Abteilungen mit je einem Direktor für Genetik, Ökologie und Theorie, beschäftigen insgesamt etwa 150 Mitarbeiter. Die Genetik-Abteilung leitet Diethard Tautz.

## Werke (Auswahl)
- Charles Darwin und die kulturhistorische Bedeutung seiner Theorie vom Ursprung der Arten. Berlin 1882.
- Die niedere Thierwelt unserer Binnenseen. Verl.-Anst. u. Dr. A.-G., Hamburg 1889 (Digitalisat)
- Über gelöste und ungelöste Probleme der Naturforschung. 2. Aufl. Leipzig 1891.
- Katechismus des Darwinismus. Leipzig 1891.
- Die Tier- und Pflanzenwelt des Süßwassers. 2 Bde. Leipzig 1891.
- Entgegnung auf den Artikel des Herrn Dr. C. Apstein. In: Die Heimat. Monatsschrift des Vereins zur Pflege der Natur- und Landeskunde in Schleswig-Holstein, Hamburg und Lübeck. Bd. 3 (1893), Heft 9, September 1893, S. 201–209 (Digitalisat).
- Das Plankton. Leipzig 1907.